# Sociedade Portuguesa para o Estudo das Aves
A Sociedade Portuguesa para o Estudo das Aves (SPEA) é uma organização não governamental de ambiente e associação científica portuguesa fundada em 1993 que promove o estudo e a conservação das aves em Portugal. Com sede em Lisboa a sociedade possui cerca de 3.200 membros e representa a BirdLife International em Portugal.
No Registo Nacional das Organizações não Governamentais de Ambiente e Equiparadas tem o estatuto de organização de âmbito nacional. Actua no âmbito da ornitologia, tendo contribuído para salvar algumas espécies de aves da extinção, nomeadamente o Priolo, que por acção da SPEA viu o seu estado de conservação melhorar de Em Perigo Crítico (CR) para Em Perigo (EN).
A SPEA tem recebido o reconhecimento da parte de outras entidades, tendo recebido o Prémio BES Biodiversidade em 2008 e 2010.

## Sócios
Os sócios da SPEA contribuem com as suas quotas para o trabalho da associação. Além disso, beneficiam de regalias como a assinatura gratuita da revista Pardela, descontos em serviços/produtos das entidades parceiras e artigos da loja.

## Projetos
A SPEA é responsável por diversos projetos de conservação em território nacional e também dá apoioa a alguns no estrangeiro. Atualmente destacam-se o LIFE Laurissilva Sustentável, o LIFE Ilhas Santuário para as Aves Marinhas, Atlas da Aves Invernantes e Migradoras, o FAME - Future of the Atlantic Marine Environment, projeto Linhas Eletricas no continente,Madeira e Açores].
A SPEA tem também como objetivo dinamizar ações de educação ambiental, oferecendp aos seus sócios um calendário de atividades relacionados com a observação de aves. As ações de voluntariado são também algo que surge durante todo o ano, inseridos nos diversos projetos que a SPEA desenvolve. O Censo de Aves Comuns e o projeto Chegadas e as contagens RAM, são exemplos de projetos que estão sempre a necessitar de observadores com alguns conhecimentos sobre aves. Existem outros que decorrem num período específico do ano, em que não são precisos tantos conhecimentos, apenas gostar de conviver com a natureza. São exemplos disso o Censo de Milhafres/Mantas nos Açores e Madeira e o SpringAlive.

## Comité Português de Raridades
O Comité Português de Raridades (CPR) é o órgão da Sociedade Portuguesa para o Estudo das Aves que homologa as observações de aves consideradas raras em Portugal.
O CPR recebe relatórios de observações de aves, que depois analisa para verificar se são verdadeiros, e se correspondem a uma espécie em estado selvagem, ou se por outro lado correspondem a fugas de cativeiro (aves que tenham escapado de colecções particulares).
Devido à grande distância entre os arquipélagos portugueses e o continente, aves que são comuns numa destas regiões podem ser bastante raras ou inexistentes em outra. Por isso, o CPR mantém quatro listas distintas:
1. Portugal continental
2. Arquipélago dos Açores
3. Arquipélago da Madeira
4. Arquipélago das Selvagens

Cada lista inclui as aves que se consideram ocorrer em estado selvagem na terra firme e na zona económica exclusiva de cada uma das regiões, e que não necessitam de ser submetidas ao CPR. Estas listas são revistas todos os anos, de forma a reflectir as variações nas populações de aves presentes em cada uma das regiões.
A SPEA publica no seu Anuário Ornitológico as observações homologadas pelo CPR.